# Korpus Szurmay
Korpus Szurmay (izvirno nemško Korps Szurmay) je bil korpus avstro-ogrske kopenske vojske, ki je bil aktiven med prvo svetovno vojno.

## Zgodovina
Obstajal je med novembrom 1914 in februarjem 1917, ko je bil preimenovan v 24. korpus.

## Poveljstvo
Poveljniki (Kommandanten)
- Alexander Szurmay: november 1914 - februar 1917

Načelniki štaba (Stabchefs)
- Wilhelm Röder: november 1914 - februar 1917